# بطولة الأمم الخمس 1912
بطولة الأمم الخمس 1912 (بالإنجليزية: 1912 Five Nations Championship)‏ هو الموسم 30 من بطولة الأمم الخمس. كان عدد الأندية المشاركة فيه 5، وفاز فيه منتخب إنجلترا الوطني لاتحاد الرغبي، ومنتخب أيرلندا الوطني لاتحاد الرغبي.